# Всесвітній оргазм
«Всесвітній оргазм» (англ. Global Orgasm або скорочено GORG) — акція, яка проводиться в день зимового сонцестояння (21 або 22 грудня). Акція почалася з 2006 року та планувалася закінчитись «кінцем світу» в день зимового сонцестояння 2012. Суть акції полягає в тому, щоб усі люди на Землі в один день (а краще в одну годину і навіть хвилину) тим чи іншим чином відчули оргазм. При цьому вони повинні думати про мир, щоб передати позитивну енергію Землі. Пізніше було вирішено не прив'язувати акцію до конкретної хвилини чи години через відмінність часових поясів.

## Опис
«Всесвітній оргазм» нагадує такі явища, як масова медитація, або колективна молитва, які, на думку учасників Проекту "Глобальна свідомість" (Global Consciousness Project — GCP), можуть вплинути на «енергетичне поле»[відсутнє в джерелі] Землі зокрема на генерацію випадкових чисел (GCP/EGG). Організатори «Всесвітнього оргазму» сподівалися створити позитивні зміни в «енергетичному полі» Землі, яке змогло б зафіксувати GCP.
Мета акції — зведення до мінімуму ймовірності виникнення воєн, соціальна та статева рівність, боротьба з глобальним потеплінням.
Місцем проведення акції вказувалося будь-яке місце Землі, але особливо у країнах, які мають зброю масового ураження. Поштовхом до початку акції послужив вхід двох військових кораблів США до Перської затоки.

## Організатори
Організатори проекту — Донна Шихен (Donna Sheehan) (Донна також брала участь в акції боротьби за мир: у 2002 році вона і ще 50 жінок повністю роздяглися і виклали в громадському парку на траві своїми тілами слово «PEACE») та її чоловік Пол Реффелл (Paul Reffell). Пізніше їхню справу підхопили вихователька в дитячому садку, лікар — масажист і художниця Вікторія «Ені» Сінклейр (Victoria «Ani» Sinclair), яка називає себе Жриця Анела (Priestess Anela), і її партнер — доктор філософії, лікар-сексолог і художник Стів Швейцер (Steve Schweitzer).

## Хронологія
- 2006 — 22 грудня
- 2007 — 22 грудня (було уточнено точний час астрономічного сонцестояння: 06:08 за Грінвічем).
- 2008 — 21 грудня[7]
- 2009 — 21 грудня[3]
- 2011 — 21 червня[уточнити] (акція повторно відбулася 21 грудня)[8]
- 2012 — 21 грудня
- 2015 — 22 грудня[9]
- 2016 — 21 грудня[10]
- 2017 — 21 грудня
- 2018 — 21 грудня
- 2019 — 21 грудня
- 2020 — 21 грудня
- 2021 — 21 грудня
- 2022 — 21 грудня